# Tholera graminis
Tholera graminis là một loài bướm đêm trong họ Noctuidae.